# Nazaré
Nazaré là một đô thị thuộc bang Bahia, Brasil. Đô thị này có diện tích 256,352 km², dân số năm 2007 là 26011 người, mật độ 101,47 người/km².